# Adewale Akinnuoye-Agbaje
Adewale Akinnuoye-Agbaje (Londres, Inglaterra; 22 de agosto de 1967) es un actor y exmodelo británico.

## Biografía

### Primeros años
Sus padres son nigerianos. Nacido en Londres, Inglaterra (Reino Unido), Akinnuoye-Agbaje tiene cuatro hermanas y domina varios idiomas, incluyendo inglés, italiano, yoruba (lengua de la etnia de sus padres) y suajili. Tiene un Máster en Leyes por el King's College de Londres. Es un budista practicante. El significado de su nombre se desglosa en: "Ade-" la corona, "wale-" ha venido a casa, "Akin-" guerrero, "nuoye-" de liderazgo, "Agbaje" prosperidad y fortuna.

### Carrera
Es más comúnmente conocido por representar el papel de señor Eko en la segunda temporada de la serie de televisión Lost de ABC (o Perdidos como se ha titulado en España), y el papel del criminal Simon Adebisi en la serie de televisión de HBO, Oz.
Sus apariciones en el cine incluyen Congo (1995), Ace Ventura: When Nature Calls (1996), Legionnaire (1998) El Regreso de la Momia (The Mummy Returns) (2001), El caso Bourne (The Bourne Identity) (2002), Get Rich or Die Tryin' (2005), G.I. Joe: The Rise of Cobra (2009), The Thing (película de 2011), Una bala en la cabeza (2012) y Escuadrón suicida (2016).

## Filmografía

### Cine
| Año  | Título                                      | Rol                        | Notas    |
| ---- | ------------------------------------------- | -------------------------- | -------- |
| 1995 | Congo                                       | Kahega                     |          |
| 1995 | Delta of Venus                              | The Clairvoyant            |          |
| 1995 | Ace Ventura: When Nature Calls              | Hitu                       |          |
| 1996 | The Deadly Voyage                           | Emmaneul                   |          |
| 1998 | Legionario                                  | Luther                     |          |
| 2000 | Enslavement: The True Story of Fanny Kemble | Joe                        |          |
| 2001 | The Mummy Returns                           | Lock-Nah                   |          |
| 2001 | Lip Service                                 | Sebastion                  |          |
| 2002 | The Bourne Identity                         | Nykwana Wombosi            |          |
| 2004 | Unstoppable                                 | Junod                      |          |
| 2005 | Los secretos de la pasión                   | Kwesi                      |          |
| 2005 | On the One (Preaching to the Choir)         | Bull Sharky                |          |
| 2005 | Get Rich or Die Tryin'                      | Majestic                   |          |
| 2009 | G.I. Joe: The Rise of Cobra                 | Heavy Duty                 |          |
| 2010 | Venganza Letal                              | The Evangelist             |          |
| 2011 | Asesinos de Elite                           | The Agent                  |          |
| 2011 | La Cosa                                     | Derek Jameson              |          |
| 2012 | Best Laid Plans                             | Joseph                     |          |
| 2013 | The Samurai                                 | Mullifigan                 |          |
| 2013 | Bullet to the Head                          | Morel                      |          |
| 2013 | Thor: The Dark World                        | Algrim / Kurse             |          |
| 2013 | The Inevitable Defeat of Mister & Pete      | Pike                       |          |
| 2014 | Pompeii                                     | Atticus                    |          |
| 2014 | Annie                                       | Nash                       |          |
| 2015 | Trumbo                                      | Virgil Brooks              |          |
| 2015 | Concussion                                  | Dave Duerson               |          |
| 2016 | Escuadrón suicida                           | Waylon Jones / Killer Croc |          |
| 2018 | Farming                                     | Femi                       | Director |
| 2022 | Marlowe                                     | Cedric                     |          |

### Televisión
| Año       | Título                       | Rol             | Notas |
| --------- | ---------------------------- | --------------- | ----- |
| 1995      | New York Undercover          | Cliff Ramsey    |       |
| 1996–1999 | Linc's                       | Winston Iwelu   |       |
| 1997      | 20,000 Leagues Under the Sea | Cabe Attucks    |       |
| 1997–2000 | Oz                           | Simon Adebisi   |       |
| 2005–2006 | Lost                         | Mr. Eko         |       |
| 2009      | Monk                         | Samuel Waingaya |       |
| 2011      | Strike Back: Project Dawn    | Tahir           |       |
| 2012      | Hunted                       | Deacon Crane    |       |
| 2015      | Game of Thrones              | Malko           |       |